# Victoria Ohuruogu
Victoria Ohuruogu (ur. 28 lutego 1993 w Newham) – brytyjska lekkoatletka specjalizująca się w biegach sprinterskich.
W 2010 bez powodzenia startowała na igrzyskach olimpijskich młodzieży. W 2014 biegła w eliminacjach sztafety 4 × 400 metrów podczas halowych mistrzostw świata w Sopocie. Ohuruogu nie znalazła się w składzie Brytyjek na finał, a jej koleżanki z reprezentacji sięgnęły po brązowy medal. W tym samym roku biegła w eliminacjach sztafety 4 × 400 metrów podczas mistrzostw Europy w Zurychu. Złota medalistka młodzieżowych mistrzostw Europy w biegu rozstawnym 4 × 400 metrów (2015).
Jej starszą siostrą jest Christine Ohuruogu.

## Osiągnięcia
| Rok  | Impreza                                                    | Miejsce    | Konkurencja        | Lokata               | Wynik           | Reprezentacja |
| ---- | ---------------------------------------------------------- | ---------- | ------------------ | -------------------- | --------------- | ------------- |
| 2010 | Europejskie kwalifikacje do igrzysk olimpijskich młodzieży | Moskwa     | bieg na 400 m      | 4. miejsce           | 54,17           | GBR           |
| 2010 | Igrzyska olimpijskie młodzieży                             | Singapur   | bieg na 400 m      | 3. miejsce (finał B) | 55,99           | GBR           |
| 2014 | Halowe mistrzostwa świata                                  | Sopot      | sztafeta 4 × 400 m | 3. miejsce           | 3:27,90 (elim.) | GBR           |
| 2014 | Mistrzostwa Europy                                         | Zurych     | sztafeta 4 × 400 m | 3. miejsce           | 3:24,34 (elim.) | GBR           |
| 2015 | Młodzieżowe mistrzostwa Europy                             | Tallinn    | sztafeta 4 × 400 m | 1. miejsce           | 3:30,07         | GBR           |
| 2022 | Mistrzostwa świata                                         | Eugene     | bieg na 400 m      | półfinał             | 50,99           | GBR           |
| 2022 | Mistrzostwa świata                                         | Eugene     | sztafeta 4 × 400 m | 3. miejsce           | 3:22,64         | GBR           |
| 2022 | Igrzyska Wspólnoty Narodów                                 | Birmingham | bieg na 400 m      | 2. miejsce           | 50,72           | ENG           |
| 2022 | Igrzyska Wspólnoty Narodów                                 | Birmingham | sztafeta 4 × 400 m | –                    | DQ              | ENG           |
| 2022 | Mistrzostwa Europy                                         | Monachium  | bieg na 400 m      | 4. miejsce           | 50,51           | GBR           |
| 2022 | Mistrzostwa Europy                                         | Monachium  | sztafeta 4 × 400 m | 3. miejsce           | 3:21,74         | GBR           |
| 2023 | Mistrzostwa świata                                         | Budapeszt  | bieg na 400 m      | półfinał             | 50,74           | GBR           |
| 2024 | World Athletics Relays                                     | Nassau     | sztafeta 4 × 400 m | 4. miejsce           | 3:25,84         | GBR           |
| 2024 | Mistrzostwa Europy                                         | Rzym       | bieg na 400 m      | półfinał             | 52,07           | GBR           |
| 2024 | Igrzyska olimpijskie                                       | Paryż      | bieg na 400 m      | półfinał             | 51,14           | GBR           |
| 2024 | Igrzyska olimpijskie                                       | Paryż      | sztafeta 4 × 400 m | 3. miejsce           | 3:19,72         | GBR           |
| 2025 | World Athletics Relays                                     | Kanton     | sztafeta 4 × 400 m | eliminacje           | 3:27,47         | GBR           |

## Rekordy życiowe
- Bieg na 400 metrów (stadion) – 50,36 (2023)
- Bieg na 400 metrów (hala) – 51,89 (2023)

10 sierpnia 2024 w Paryżu brytyjska sztafeta 4 × 400 metrów z Ohuruogu na pierwszej zmianie wynikiem 3:19,72 ustanowiła aktualny rekord kraju w tej konkurencji.